# Endo Yasushi
Endo Yasushi (遠藤 康 Endō Yasushi, sinh ngày 7 tháng 4 năm 1988 ở Sendai, Miyagi) là một cầu thủ bóng đá người Nhật Bản thi đấu cho Kashima Antlers.

## Thống kê sự nghiệp
Tính đến trận đấu diễn ra ngày 25 tháng 2 năm 2018
| Câu lạc bộ           | Mùa giải             | Giải vô địch         | Giải vô địch | Giải vô địch | Cúp     | Cúp       | Cúp Liên đoàn | Cúp Liên đoàn | Khác    | Khác      | Tổng    | Tổng      |
| Câu lạc bộ           | Mùa giải             | Hạng đấu             | Số trận      | Bàn thắng    | Số trận | Bàn thắng | Số trận       | Bàn thắng     | Số trận | Bàn thắng | Số trận | Bàn thắng |
| -------------------- | -------------------- | -------------------- | ------------ | ------------ | ------- | --------- | ------------- | ------------- | ------- | --------- | ------- | --------- |
| Kashima Antlers      | 2009                 | J.League Division 1  | 2            | 0            | 0       | 0         | 0             | 0             | 0       | 0         | 2       | 0         |
| Kashima Antlers      | 2010                 | J.League Division 1  | 19           | 2            | 0       | 0         | 1             | 0             | 7       | 2         | 27      | 4         |
| Kashima Antlers      | 2011                 | J.League Division 1  | 30           | 3            | 0       | 0         | 3             | 0             | 5       | 0         | 38      | 3         |
| Kashima Antlers      | 2012                 | J.League Division 1  | 32           | 6            | 2       | 0         | 10            | 2             | 0       | 0         | 44      | 8         |
| Kashima Antlers      | 2013                 | J.League Division 1  | 28           | 7            | 1       | 0         | 7             | 0             | 0       | 0         | 36      | 7         |
| Kashima Antlers      | 2014                 | J.League Division 1  | 30           | 10           | 0       | 0         | 5             | 1             | 0       | 0         | 35      | 11        |
| Kashima Antlers      | 2015                 | J1 League            | 32           | 6            | 0       | 0         | 5             | 2             | 6       | 1         | 43      | 9         |
| Kashima Antlers      | 2016                 | J1 League            | 28           | 3            | 4       | 0         | 3             | 1             | 4       | 2         | 39      | 6         |
| Kashima Antlers      | 2017                 | J1 League            | 22           | 2            | 1       | 0         | 2             | 0             | 7       | 3         | 32      | 5         |
| Kashima Antlers      | 2018                 | J1 League            | 1            | 0            | 0       | 0         | 0             | 0             | 2       | 1         | 3       | 1         |
| Tổng cộng sự nghiệps | Tổng cộng sự nghiệps | Tổng cộng sự nghiệps | 224          | 39           | 8       | 0         | 36            | 6             | 31      | 9         | 299     | 54        |

1. ↑  Six appearances ở Giải vô địch bóng đá các câu lạc bộ châu Á, One appearance ở Siêu cúp Nhật Bản
2. 1 2 3  Số trận ở Giải vô địch bóng đá các câu lạc bộ châu Á
3. ↑  Số trận ở Giải bóng đá Cúp câu lạc bộ thế giới
4. ↑  Six appearances ở Giải vô địch bóng đá các câu lạc bộ châu Á, One appearance ở Siêu cúp Nhật Bản

## Sự nghiệp quốc tế
Ngày 7 tháng 5 năm 2015, huấn luyện viên đội tuyển Nhật Bản Vahid Halilhodžić triệu tập anh vào trại huấn luyện 2 ngày.

## Danh hiệu

### Câu lạc bộ
Kashima Antlers
- J. League Division 1 (4): 2007, 2008, 2009, 2016
- Cúp Hoàng đế Nhật Bản (3): 2007, 2010, 2016
- J. League Cup (3): 2011, 2012, 2015
- Siêu cúp Nhật Bản (3): 2009, 2010, 2017
- Giải bóng đá vô địch Suruga Bank (2): 2012, 2013